# Vuelta a España 1992
Die 47. Vuelta a España wurde in 22 Abschnitten und 3395 Kilometern vom 27. April bis zum 17. Mai 1992 ausgetragen und vom Schweizer Tony Rominger gewonnen, die Punktwertung von Dschamolidin Abduschaparow, die Bergwertung von Carlos Hernández. Antonio Esparza siegte in der Meta Volantes-Wertung, Wienceslaw Dewonian in der Sprint Especiales-Wertung, Tony Rominger in der Kombinationswertung, Artūras Kasputis in der Nachwuchswertung und Amaya Seguros in der Mannschaftswertung.

## Etappen
| Etappe | von                        | nach                     | km         | Gewinner                   | Maillot amarillo     |
| ------ | -------------------------- | ------------------------ | ---------- | -------------------------- | -------------------- |
| Prolog | Jerez de la Frontera       | Jerez de la Frontera     | 9,2 (EZF)  | Jelle Nijdam               | Jelle Nijdam         |
| 1A     | San Fernando               | Jerez de la Frontera     | 135,5      | Dschamolidin Abduschaparow | Jelle Nijdam         |
| 1B     | Arcos de la Frontera       | Jerez de la Frontera     | 32,6 (MZF) | Gatorade-Chateau d’Ax      | Pello Ruiz Cabestany |
| 2      | Jerez de la Frontera       | Córdoba                  | 205        | Jean-Paul van Poppel       | Pello Ruiz Cabestany |
| 3      | Linares                    | Albacete                 | 229        | Dschamolidin Abduschaparow | Pello Ruiz Cabestany |
| 4      | Albacete                   | Gandia                   | 213,5      | Jean-Paul van Poppel       | Pello Ruiz Cabestany |
| 5      | Gandia                     | Benicàssim               | 202,8      | Edwig Van Hooydonck        | Pello Ruiz Cabestany |
| 6      | Alquerías del Niño Perdido | Oropesa                  | 49,5 (EZF) | Erik Breukink              | Jesús Montoya        |
| 7      | Lleida                     | Naut Aran (Pla de Beret) | 240,5      | Jon Unzaga                 | Jesús Montoya        |
| 8      | Viella                     | Luz Ardiden (FRA)        | 144        | Laudelino Cubino           | Jesús Montoya        |
| 9      | Luz-Saint-Sauveur (FRA)    | Sabiñánigo               | 196        | Julio César Cadena         | Jesús Montoya        |
| 10     | Sabiñánigo                 | Pamplona                 | 162,9      | Dschamolidin Abduschaparow | Jesús Montoya        |
| 11     | Pamplona                   | Burgos                   | 200,1      | Johan Bruyneel             | Jesús Montoya        |
| 12     | Burgos                     | Santander                | 178,3      | Roberto Torres             | Jesús Montoya        |
| 13     | Santander                  | Lagos de Covadonga       | 231,4      | Pedro Delgado              | Jesús Montoya        |
| 14     | Cangas de Onís             | Alto del Naranco         | 163        | Francisco Javier Mauleón   | Jesús Montoya        |
| 15     | Oviedo                     | León                     | 162        | Tom Cordes                 | Jesús Montoya        |
| 16     | León                       | Salamanca                | 200,6      | Eric Vanderaerden          | Jesús Montoya        |
| 17     | Salamanca                  | Ávila                    | 218,9      | Enrico Zaina               | Jesús Montoya        |
| 18     | Fuenlabrada                | Fuenlabrada              | 37,9 (EZF) | Tony Rominger              | Tony Rominger        |
| 19     | Collado Villalba           | Segovia                  | 188,3      | Tony Rominger              | Tony Rominger        |
| 20     | Segovia                    | Madrid                   | 175        | Dschamolidin Abduschaparow | Tony Rominger        |

## Endstände
| Sieger                     | Tony Rominger              | 96:14:50 h  |
| Zweiter                    | Jesús Montoya              | + 1:04 min  |
| Dritter                    | Pedro Delgado              | + 1:42 min  |
| Vierter                    | Marco Giovannetti          | + 5:19 min  |
| Fünfter                    | Federico Echave            | + 5:34 min  |
| Sechster                   | Laudelino Cubino           | + 6:24 min  |
| Siebter                    | Fabio Parra                | + 7:24 min  |
| Achter                     | Raúl Alcalá                | + 12:50 min |
| Neunter                    | Francisco Javier Mauleón   | + 15:44 min |
| Zehnter                    | Steven Rooks               | + 18:57 min |
| Punktewertung              | Dschamolidin Abduschaparow | 157 P.      |
| Zweiter                    | Tony Rominger              | 137 P.      |
| Dritter                    | Jelle Nijdam               | 129 P.      |
| Bergwertung                | Carlos Hernández           | 194 P.      |
| Zweiter                    | Tony Rominger              | 148 P.      |
| Dritter                    | Julio César Cadena         | 116 P.      |
| Meta Volantes-Wertung      | Antonio Esparza            | 32 P.       |
| Sprints Especiales-Wertung | Wienceslaw Dewonian        |             |
| Nachwuchswertung           | Artūras Kasputis           | 97:07:36    |
| Kombinationswertung        | Tony Rominger              |             |
| Teamwertung                | Amaya Seguros              | 288:58:24 h |